# Cristóbal Magallanes Jara
Cristóbal Magallanes Jara, in italiano Cristoforo (Totatiche, 30 luglio 1869 – Colotlán, 25 maggio 1927), è stato un presbitero messicano.
Venne ucciso assieme a 24 compagni durante le persecuzioni anticattoliche nella sua nazione ed è stato proclamato santo da papa Giovanni Paolo II nel 2000.

## Biografia
Cristóbal Magallanes Jara nacque nel 1869 a Totatiche, nello stato messicano di Jalisco. Divenuto sacerdote, fu missionario presso le popolazioni indigene.
Nel 1927, durante le persecuzioni anticattoliche ordinate dal presidente Plutarco Elías Calles dopo la rivolta dei cristeros, fu accusato di fomentare i disordini e condannato a morte insieme a ventiquattro compagni: fu fucilato il 25 maggio di quell'anno.
Memoria liturgica il 25 maggio.

## I nomi dei 24 compagni martiri
I 25 santi martiri messicani (Cristoforo Magallanes Jara e 24 compagni), per volontà di Giovanni Paolo II entrarono nel Calendario romano, con memoria facoltativa, al 21 maggio. 
Il Martirologio Romano li commemora invece separatamente, ciascuno nel giorno e mese del martirio, riportati di seguito accanto al nome:
- Roman Adame Rosales, sacerdote, 21 aprile
- Rodrigo Aguilar Aleman, sacerdote, 28 ottobre
- Julio Alvarez Mendoza, sacerdote, 30 marzo
- Luis Batis Sainz, sacerdote, 15 agosto
- Agustin Caloca Cortes, sacerdote, 25 maggio
- Mateo Correa Magallanes, sacerdote, 6 febbraio
- Atilano Cruz Alvarado, sacerdote, 1º luglio
- Miguel De La Mora De La Mora, sacerdote, 7 agosto
- Pedro Esqueda Ramirez, sacerdote, 22 novembre
- Margarito Flores Garcia, sacerdote, 12 novembre
- Jose Isabel Flores Varela, sacerdote, 21 giugno
- David Galvan Bermudez, sacerdote, 30 gennaio
- Salvador Lara Puente, laico, 15 agosto
- Pedro de Jesus Maldonado Lucero, sacerdote, 11 febbraio
- Jesus Mendez Montoya, sacerdote, 5 febbraio
- Manuel Morales, laico, 15 agosto
- Justino Orona Madrigal, sacerdote, 1º luglio
- Sabas Reyes Salazar, sacerdote, 13 aprile
- Jose Maria Robles Hurtado, sacerdote, 26 giugno
- David Roldan Lara, laico, 15 agosto
- Toribio Romo Gonzalez, sacerdote, 25 febbraio
- Jenaro Sanchez Delgadillo, sacerdote, 17 gennaio
- David Uribe Velasco, sacerdote, 12 aprile
- Tranquilino Ubiarco Robles, sacerdote, 5 ottobre